# Grays
Grays (engelskt uttal: [ˈɡreɪz] lyssna (fil)) eller Grays Thurrock är en stad i grevskapet Essex i England. Staden är huvudort i distriktet Thurrock och ligger på floden Themsens norra flodbank, cirka 31 kilometer öster om centrala London. Tätortsdelen (built-up area sub division) Grays hade 66 843 invånare vid folkräkningen år 2011.
Den 23 oktober 2019 hittades 39 avlidna vietnameser i en lastbilscontainer i ett industriområde i Grays. År 1936 blev den en del av den då nybildade Thurrock.
Grays Thurrock var en civil parish fram till 1936 när blev den en del av Thurrock. Civil parish hade 18 173 invånare år 1931.